# James Maynard (nhà toán học)
James Allan Maynard (sinh ngày 10 tháng 6 năm 1987) là một nhà toán học người Anh nghiên cứu trong lĩnh vực lý thuyết số giải tích và đặc biệt là lý thuyết về số nguyên tố.Năm 2017, anh được bổ nhiệm làm Giáo sư nghiên cứu tại Oxford. Maynard là một thành viên  của St John's College, Oxford. Anh đã được trao Huy chương Fields vào năm 2022.

## Tiểu sử
Maynard theo học tại Trường phổ thông King Edward VI, Chelmsford ở Chelmsford, Anh. Sau khi hoàn thành bằng cử nhân và thạc sĩ tại Queens 'College, Đại học Cambridge vào năm 2009, Maynard lấy bằng D.Phil. từ Đại học Oxford tại Cao đẳng Balliol vào năm 2013 dưới sự hướng dẫn của của Roger Heath-Brown. Sau đó ông tu nghiệp sau tiến sĩ tại Magdalen College, Oxford.